# Kamienica przy ulicy Kupa 15 w Krakowie
Kamienica przy ulicy Kupa 15 – zabytkowa kamienica znajdująca się w Krakowie, w dzielnicy I Stare Miasto przy ul. Kupa, na Kazimierzu.
Budynek został wzniesiony w latach 1825–1835. Około 1880 roku odbyła się nadbudowa drugiego piętra kamienicy.
20 marca 1968 kamienica została wpisana do rejestru zabytków. Znajduje się także w gminnej ewidencji zabytków.